# Winnaleah
Winnaleah är en ort i Australien. Den ligger i regionen Dorset och delstaten Tasmanien, i den sydöstra delen av landet, omkring 200 kilometer norr om delstatshuvudstaden Hobart.
Runt Winnaleah är det mycket glesbefolkat, med 2 invånare per kvadratkilometer.. Närmaste större samhälle är Ringarooma, omkring 18 kilometer sydväst om Winnaleah. 
I omgivningarna runt Winnaleah växer i huvudsak städsegrön lövskog. Genomsnittlig årsnederbörd är 987 millimeter. Den regnigaste månaden är augusti, med i genomsnitt 119 mm nederbörd, och den torraste är januari, med 36 mm nederbörd.